# Fluxbox
Fluxbox是一个X窗口管理器，并分叉自Blackbox 0.61.1。它的目标是轻量级和可定制。所有的基本配置通过文本文件来控制。它的用户界面仅有一个任务栏与右键弹出式菜单。
它是Linux发行版antiX默认的窗口管理器。以Fluxbox为窗口管理器的ubuntu衍生版Fluxbuntu於2007年发布。